# Dejan Učakar
Dejan Učakar, slovenski skladatelj, glasbeni pedagog in fagotist, * 5. februar 1974, Senovo.

## Življenjepis
Učakar se je rodil in odraščal na Senovem, živi in ustvarja pa v Krškem. Osnovno šolo je obiskoval v domačem kraju, nato se je vpisal na Brežiško Gimnazijo. Po končani gimnaziji se je leta 1993 podal na študij v  Ljubljano. Sprva je študiral računalništvo, nato pa se je posvetil glasbi.
Leta 2006 je diplomiral iz fagota na Akademiji za glasbo v Ljubljani. Tekom celotnega študija je bil član Simfoničnega Orkestra Akademije za Glasbo, s katerim je gostoval širom Slovenije, pa tudi v Trstu, Zagrebu, na Dunaju in v Berlinu.
Učakar komponira resno in zabavno glasbo, predvsem za večje orkestralne skupine. Leta 2006 je z diplomo končal študij fagota pri prof. Božidarju Tumpeju na Akademiji za glasbo v Ljubljani. Kot član mnogih orkestrov je sodeloval na koncertih v Sloveniji in v tujini. Njegove skladbe premierno izvaja domači Simfonični orkester Krško, Pihalni orkester Krško in Pihalni orkester DKD Svoboda Senovo, do nekaterih izvedb pa je prišlo že tudi v tujini. Tako je delo »Bojevniki« izvajal študentski orkester v Braziliji, na Portugalskem pa so v letu 2006 pripravili izvedbo dela »Minutni uvod za zelo gibčne pihalce«.
Leta 2006 je napisal simfonično pesnitev z naslovom Čas Radosti (Tempus es Iocundum), ki so jo premierno odigrali člani Simfoničnega orkestra glasbene šole Marjana Kozine. V letu 2008 je napisal uradni simfonični avizo za Občino Krško, ki se ob občinskem prazniku vrti na radijskih postajah pred napovedmi dogodkov in izvaja na vseh prireditvah
v okviru občinskega praznika. Leta 2009 je ustvaril kopico priredb za razne izvajalce (Elda Viler, Nuša Derenda,...) in orkestriral himno Prostovoljne gasilske zveze, ki je bila izvedena na slavnostni akademiji v Cankarjevem domu, parituro pa od leta 2019 dalje hrani Slovenski gasilski muzej. Leta 2012 je ustvaril glasbeno-scensko delo Rok Kurent, za katerega je besedilno predlogo ustvaril Matjaž Pikalo. Po premieri je bilo izvedenih še 6 repriz, ki so v dvorano privabile več tisoč obiskovalcev. Leta 2015 je Simfonični orkester Krško krstno izvedel skladbo Jutranja gimnastika. Leta 2018 je napisal glasbo za dokumentarni film Tisoč ur bridkosti za eno uro veselja režiserja Dušana Moravca in scenarista Matjaža Pikala, o življenju in delu Ivana Cankarja. Film je bil sprejet na več festivalih in predvajan na RTV Slovenija. Leta 2020 je končal skladbo Krška pastorala, ki jo je naročil Javni sklad Republike Slovenije za kulturne dejavnosti za proslavo ob Tednu ljubiteljske kulture v Krškem. Izvedena je bila maja 2020.    
Kot pedagog deluje na glasbenih šolah Krško, Novo mesto in Celje ter na umetniški gimnaziji Celje. Z učenci je dosegel več uspehov tako na domačih tekmovanih TEMSIG kot tudi v tujini. Že več let je umetniški vodja in dirigent pihalnega orkestra Glasbene šole Krško. Na regijskem tekmovanju TEMSIG v Celju je bil leta 2016 predsednik žirije za fagot, na državnem tekmovanju TEMSIG v Idriji pa je bil član žirije. Na tekmovanju TEMSIG je bil leta 2019 predsednik žirije na predtekmovanju v Mariboru in član žirije na državnem tekmovanju za fagot v Domžalah. Leta 2019 je bil povabljen za člana žirije državnega tekmovanja fagotistov Republike Srbije. Januarja 2020 je vodil delavnice za fagot na Konzervatoriju za Glasbo in balet Ljubljana v okviru seminarja Emona 2020.
Leta 2023 je Simfoničnemu orkestru glasbene šole Krško posvetil skladbo Zaliv. mesečina in ti ob 30-letnici delovanja. V letu 2023 in 2024 je ustvaril 11 izvirnih priredb skladb skupine Kontrasikshn, ki so bile premierno izvedene maja 2024 v živo v oddaji Izštekani z Juretom Longyko na RTV Slovenija, naknadno pa še na dveh koncertnih izvedbah v KD Krško in v atriju Gradu Brežice.
V maju 2024 je bil povabljen k sestavi propozicij za I. kategorijo instrumenta fagot na državnem tekmovanju mladih glasbenikov TEMSIG 2025.
Od leta 2023 je član strokovne komisije za področje glasbene umetnosti na Ministrstvu za kulturo Republike Slovenije.

## Opus
- Simfonična pesnitev »Bojevniki« (za simfonični orkester)
- Utrinki z Orient Expressa (za simfonični orkester)
- Fanfare in tema za novo šolo (za simfonični orkester)
- Minutni uvod za zelo gibčne pihalce (za simfonični orkester)
- Also Spracht Till Eulenspiegel (za simfonični orkester)
- Tri slovenske narodne (za simfonični orkester)
- Odraščanje (Solo za pozavno in pihalni orkester)
- Fanfare za novo šolo (za simfonični orkester)
- Tempus es Iocundum (za zbor in orkester)
- Apsyrtides (za simfonični orkester)
- Rok Kurent (Celovečerni muzikal)
- Jutranja gimnastika (za simfonični orkester)
- Aprilsko vreme (za solo flavto in pihalni orkester)
- Maestoso za pihalni orkester
- Glasba za dokumentarni film režiserja Dušana Moravca Tisoč ur bridkosti za eno uro veselja – Ivan Cankar
- Krška pastorala (za pihalni in tamburaški orkester) posvečena državni proslavi ob Tednu ljubiteljske kulture 2020 v Krškem
- Zaliv, mesečina in ti (za solo klavir in simfonični orkester)
- 11 avtorskih priredb skupine Kontradikshn za simfonični orkester, izvedenih v živo na RTV Slovenija v oddaji Izštekani, maja 2024